# اری فرناندز
اِری فرناندز (پرتغالی: Ary Fernandes؛ ۳۱ مارس ۱۹۳۱ – ۲۹ اوت ۲۰۱۰) یک نمایش‌نامه‌نویس، هنرپیشه، تهیه‌کننده، کارگردان و فیلم‌ساز اهل برزیل بود. وی بین سال‌های ۱۹۵۶ تا ۱۹۹۷ میلادی فعالیت می‌کرد.
فرناندز در سائو پائولو به دنیا آمد.

## گزیده فیلم شناسی
- مرد خانواده (۱۹۷۴)